# Eublemma glaucizona
Eublemma glaucizona là một loài bướm đêm trong họ Erebidae.